# Chaplinka (Dnipró)
Chaplinka (en ucraniano: Чаплинка, romanizado: Chaplynka; en ruso: Чаплинка) es un pueblo ucraniano perteneciente al óblast de Dnipropetrovsk. Situado en el sur del país, hasta la reforma de 2020 formaba parte del raión de Petrikivka, pero desde entonces forma parte del raión de Dnipró y del municipio (hromada) de Petrikivka.

## Geografía
Chaplinka está ubicado en la orilla del río Chaplinka, 54 km al sureste de Dnipró.

## Historia
El pueblo fue fundado en 1707 por los cosacos de Zaporiyia y pertenecía a la palanka de Protovchanska. Más tarde, se convirtió en una pequeña ciudad, el centro del vólost de Chaplin del raión de Novomoskovsk, gobernación de Yekaterinoslav.
La primera célula del partido bolchevique se creó en 1920, el Komsomol, en 1924. En 1929 se crea la primera granja colectiva.
Durante la ocupación alemana en la Segunda Guerra Mundial, la mayoría de los miembros del Komsomol del pueblo murieron a manos de la Gestapo. En los frentes de la guerra, 620 aldeanos lucharon contra los alemanes, con 281 de ellos muriendo, y 375 recibieron órdenes y medallas.

## Demografía
Según el censo de 2001, la lengua materna de la mayoría de los habitantes, el 95,05%, es el ucraniano; del 4,4% es el ruso.

## Infraestructura

### Transporte
La carretera T-0414 atraviesa el pueblo, a 35 km de la estación de tren de Balivka.